# Herb Melbourne

Herb Melbourne – oficjalny symbol miasta i aglomeracji Melbourne. Został zatwierdzony listem patentowym Heroldii Zjednoczonego Królestwa 30 stycznia 1940 r. Wygląd jego oparty jest na wizerunku pieczęci miejskiej ustanowionej decyzją władz miejskich z 2 stycznia 1843 r. Pieczęć została zaprojektowana i wykonana przez Thomasa Hama. Zaprezentowany projekt na zebraniu Zarządu Miasta został przez niego przyjęty 9 lutego tego samego roku.

## Wygląd
Przedstawia na pięciopolowej tarczy hiszpańskiej w pole sercowe zajmuje złota, brytyjska korona królewska na czerwonym krzyżu z białym obrzeżeniem. Krzyż rozdziela pozostałe części krzyżowe tarczy. Pole początkowie tarczy przedstawia na białym tle złotą owcę przepasaną w kłębie błękitną wstęgą. W polu drugim, także białym, znajduje się brązowy byk na zielonej trawie. Kolejne pola przedstawiają płynącego wieloryba oraz, także płynący, okręt żaglowy.
Tarczę nakrywa hełm turniejowy z labrami. Są one koloru czerwonego z białym podbiciem. Hełm nakryty jest złotą coroną muralis z czerwono-białym zawojem. W koronie znajduje się klejnot przedstawiający kangura. Pod tarczą, na białej szarfie z czerwonym spodem, umieszczona jest dewiza miasta: Vires acquirit eundo. Tarczę herbową wspierają trzymacze przedstawiające złote lwy w pozycji stojącej. Na ich szyjach znajdują się czerwone obroże z dwoma białymi pięcioramiennymi gwiazdami. Od obroży odchodzą łańcuchy tegoż koloru opasujące lwy. Trzymacze zwieńczone są srebrnymi coronami muralis.

## Symbolika
Główny element herbu – czerwony krzyż – to krzyż św. Jerzego, patrona Anglii i Korony Brytyjskiej. Symbolizuje on związek Melbourne (początkowo samodzielnej kolonii) z metropolią. Związek ten podkreśla dodatkowo umieszczona w środku krzyża korona królewska oznaczająca nadrzędność monarchy nad wszystkimi posiadłościami imperium brytyjskiego. Owca z drugiego pola heraldycznego przedstawia medal Orderu Złotego Runa, będącego symbolem dobrobytu i nieskazitelnej moralności. Złote Runo symbolizować może także założenie miasta przez katolików brytyjskich. Byk pasący się na łące to symbol charakteru gospodarczego miasta będącego głównym ośrodkiem handlu bydłem i przemysłu rolniczego związanego z pasterstwem. Dolne pola mówią, że Melbourne było ważnym portem w Australii. Wieloryb sygnalizuje popularne w XIX w. łowy wielorybników, którzy mieli w mieście ważny port, skąd wyruszali na morze i handlowali przywiezionymi tu zdobyczami. Trzymacze to nawiązanie do herbu królewskiego, symbol zwierzchnictwa władcy nad tym państwem. Czerwone obroże z gwiazdami i zerwane łańcuchy symbolizują dawny ucisk kolonii i tęsknotę do wolności – obecną niezależność (w niepodległej Australii). Symbolika ta jest podkreślona tym bardziej, że Melbourne było pierwszą stolicą państwa. Podkreślają to dodatkowo hełm z labrami. Korona w klejnocie przedstawia miasto jako garnizon wojskowy. Natomiast kangur jest przykładem typowej fauny kraju i symbolem rodzimości miasta.